# Une fois que tu sais
Pour plus de détails, voir Fiche technique et Distribution.
Une fois que tu sais est un film documentaire français sorti en 2021. Réalisé par Emmanuel Cappelin, il a pour objet l'effondrement en partant à la recherche de solutions basées sur des échanges avec spécialistes du climat et de l'énergie : la résilience.

## Synopsis
Marqué par l'expérience d'un monde en train de s'effondrer, Emmanuel Cappelin part à la rencontre de quelques experts qui savent déjà l'inéluctabilité de cet effondrement pour savoir comment ils vivent au quotidien avec cette connaissance.

## Fiche technique
- Réalisation et scénario : Emmanuel Cappelin
- Montage : Anne-Marie Sangla
- Producteur : Pulp films
- Durée : 104 minutes
- Pays d'origine :  France
- Langue originale : français
- Dates de sortie :
  - France : 22 septembre 2021
  - Suisse : 9 novembre 2022 à Neuchâtel, Lausanne et Genève

## Distribution
- Richard Heinberg : lui-même
- Jean-Marc Jancovici : lui-même
- Hervé Le Treut : lui-même
- Susanne Moser : elle-même
- Saleemul Huq : lui-même
- Pablo Servigne : lui-même

## Genèse et tournage du film
Dans un entretien avec Pierre Gelin-Monastier, Emmanuel Cappelin explique son choix des témoins : « Il y a eu un processus de sélection, qui a commencé par de nombreuses et longues recherches. Pourquoi ? Parce que je leur demande le contraire de tout ce qu’on leur a toujours demandé, c’est-à-dire de faire tomber la blouse blanche pour parler de manière émotionnelle d’un sujet sur lesquels ils ne sont censés être pertinents que d’une manière objective. Or ce qui m’intéressait est précisément, non leur savoir immense, mais leur réponse humaine, personnelle. »
Anne-Marie Sangla, co-autrice et monteuse du film, évoque la dimension subjectif et sensible du documentaire, avant que d'être un discours théorique. « L’enjeu n’est pas de provoquer un énième débat supplémentaire, mais d’émouvoir en vue de s’interroger personnellement sur les moyens qu’il convient désormais de prendre, "une fois que l’on sait", pour paraphraser le titre du film. Les témoignages recueillis par Emmanuel en sont le signe : entre le Français Hervé Le Treut, les Américains Richard Heinberg et Susanne Moser, et le Bengali Saleemul Huq, les expressions et les mots ne sont pas les mêmes ; ils ont une portée différente en fonction des sensibilités et des cultures. »